# Eupithecia appendiculata
Eupithecia appendiculata är en fjärilsart som beskrevs av Mcdunnough 1946. Eupithecia appendiculata ingår i släktet Eupithecia och familjen mätare. Inga underarter finns listade i Catalogue of Life.